# Kingshuk Debnath
Kingshuk Debnath (Katwa, 7 mei 1985) is een Indiaas voetballer die bij voorkeur als verdediger speelt. Sinds 2013 speelt hij bij Mohun Bagan, dat hem in het najaar van 2014 verhuurde aan Atlético de Kolkata

## Clubcarrière
Op 26 oktober 2014 maakte Debnath in de wedstrijd tegen de Kerala Blasters zijn debuut voor Atlético de Kolkata.

## Interlandcarrière
Debnath werd opgenomen in de Indiase selectie voor de AFC Challenge Cup 2012. In de drie wedstrijden tegen Tadzjikistan, de Filipijnen en Noord-Korea kwam hij echter geen minuut in actie.

## Erelijst
Atlético de Kolkata
- Landskampioen

2014